# Кризис парламентской демократии
«Кризис парламентской демократии» (нем. Die geistesgeschichtliche Lage des heutigen Parlamentarismus) — это работа по политической теории, написанная немецким юристом Карлом Шмиттом, первоначально опубликованная в 1923 году издательством Duncker & Humblot в Германии. Второе издание вышло в 1926 году. Книга была переведена на английский язык Эллен Кеннеди в 1985 году и опубликована MIT Press в 1988 году на основе издания 1926 года. В этой книге Шмитт подвергает критике парламентскую демократию – в частности, воплощенную в форме Веймарской республики – и ставит под сомнение один из ее центральных политических институтов, Рейхстаг.

## Контекст
Во введении Эллен Кеннеди утверждает, что Кризис парламентской демократии обычно читается как "приветствие широкому спектру антипарламентских предрассудков в Веймарской республике". Его критика парламентских демократий подорвала легитимность рейхстага в Веймарской республике. Шмитт был тесно связан с политическим католицизмом в первые годы Веймарской республики, и его контакты с католическими политическими и интеллектуальными кругами сделали его ведущим представителем католических взглядов среди немецких юристов. Второе издание его книги было написано специально для критики рецензии Ричарда Тома и было показано во многих публикациях, включая немецкий католический журнал Hochland - через Карла Мута в 1926 году - и второе издание его Parlamentarismus. Эта работа отражает направленность Шмитта в то время, когда он разрабатывал критический анализ современного общества и истории политических идей, в частности демократии, либерализма и диктатуры.

## Структура
1. Предисловие ко второму изданию (1926): О противоречии между парламентаризмом и демократией
2. Введение к первому изданию (1923)
3. Демократия к первому изданию (1923)
4. Принципы парламентаризма
5. Диктатура в марксистской мысли
6. Иррационалистические теории прямого применения силы
7. Приложение: "Об идеологии парламентаризма" (1925) Ричарда Тома